# Cristina Paluselli
Cristina Paluselli (Trento, 23 ottobre 1973) è un'ex fondista italiana.

## Biografia
Ha iniziato a gareggiare a livello internazionale nel 1993, partecipando ai Mondiali juniores svoltisi a Harrachov, che terminò al 29º posto nella 15 km a tecnica libera. Ha disputato la sua prima gara in Coppa del Mondo l'11 dicembre 1993 a Santa Caterina di Valfurva, classificandosi 83ª nella 5 km a tecnica classica. È salita per la prima volta sul podio di Coppa il 16 dicembre 2001 a Davos nella staffetta femminile. Nella stessa specialità ha conquistato il suo primo successo in Coppa del Mondo, a Soldier Hollow il 13 gennaio 2001.
Ha partecipato a tre edizioni dei Campionati mondiali, conquistando la medaglia di bronzo con la staffetta nell'edizione di Lahti 2001, mentre, a livello individuale, il miglior risultato l'ha ottenuto nella rassegna di Val di Fiemme 2003, piazzandosi 16ª nella 15 km partenza in linea a tecnica classica. Ha inoltre preso parte a due edizioni delle Olimpiadi, Salt Lake City 2002 e Torino 2006, prendendo entrambe le volte il via nella 10 km a tecnica classica e concludendo in ambedue le edizioni al 39º posto.
Dal 2003 ha iniziato ad alternare la sua presenza nella Coppa del Mondo con le gare disputate nella Marathon Cup, manifestazione svolta sempre sotto l'egida della FIS, che comprende gare su lunghissime distanze. In quest'ultima specialità ha colto i suoi più importanti successi a livello individuale, vincendo nove gare e aggiudicandosi il trofeo nelle edizioni 2004, 2005 e 2006.
Nel 2006 ha inoltre vinto la Vasaloppet, massacrante gara su un percorso lungo 90 chilometri, che quell'anno non faceva parte del circuito della Marathon Cup. Alla fine della stessa stagione ha concluso la sua attività agonistica.
Si è cimentata anche nello skyrunning, partecipando alla Dolomites Skyrace nel 2003 e classificandosi seconda.

## Palmarès

### Mondiali
- 1 medaglia:
  - 1 bronzo (staffetta a Lahti 2001)

### Coppa del Mondo
- Miglior piazzamento in classifica generale: 30ª nel 2001
- 6 podi (tutti a squadre[2]):
  - 2 vittorie
  - 1 secondo posto
  - 3 terzi posti

#### Coppa del Mondo - vittorie
| Data            | Luogo          | Paese       | Disciplina                                                         |
| --------------- | -------------- | ----------- | ------------------------------------------------------------------ |
| 13 gennaio 2001 | Soldier Hollow | Stati Uniti | 4x5 km (con Sabina Valbusa, Gabriella Paruzzi e Stefania Belmondo) |
| 10 marzo 2002   | Falun          | Svezia      | 4x5 km (con Sabina Valbusa, Gabriella Paruzzi e Stefania Belmondo) |

### Marathon Cup
- Vincitrice della Marathon Cup nel 2004, nel 2005 e nel 2006
- 19 podi:
  - 9 vittorie
  - 6 secondi posti
  - 4 terzi posti

#### Marathon Cup - vittorie
| Data             | Gara               | Luogo         | Paese     | Distanza    |
| ---------------- | ------------------ | ------------- | --------- | ----------- |
| 11 gennaio 2004  | Jizerská padesátka | Monti Iser    | Rep. Ceca | 50 km TC MS |
| 1º febbraio 2004 | König-Ludwig-Lauf  | Oberammergau  | Germania  | 55 km TC MS |
| 9 gennaio 2005   | Jizerská padesátka | Monti Iser    | Rep. Ceca | 50 km TC    |
| 30 gennaio 2005  | Marcialonga        | Val di Fiemme | Italia    | 70 km TC    |
| 6 febbraio 2005  | König-Ludwig-Lauf  | Oberammergau  | Germania  | 55 km TC MS |
| 19 marzo 2005    | Birkebeinerrennet  | Lillehammer   | Norvegia  | 54 km TC MS |
| 18 dicembre 2005 | La Sgambeda        | Livigno       | Italia    | 42 km TL MS |
| 15 gennaio 2006  | Jizerská padesátka | Monti Iser    | Rep. Ceca | 50 km TC    |
| 29 gennaio 2006  | Marcialonga        | Val di Fiemme | Italia    | 70 km TC    |

Legenda:

MS = partenza in linea

TC = tecnica classica

TL = tecnica libera